# Пасифик Хайтс
Пасифик Хайтс (на английски: Pacific Heights, в превод "Тихоокеански възвишения") е квартал в град-окръг Сан Франциско, щата Калифорния, САЩ. Пасифик Хайтс обхваща района от „Президио Авеню“ (Presidio Avenue) до „Ван Нес Авеню“ (Van Ness Avenue) и от улица „Калифорния Стрийт“ (California Street) до улица „Грийн Стрийт“ (Green Street). В Пасифик Хайтс се намира и парк „Лафайет Парк“.

## Филми
Някои известни филми снимани в Пасифик Хайтс:
- Пасифик Хайтс (1990)
- Първичен инстинкт (1992)